# Big Time Rush
Big Time Rush (comunemente abbreviato in BTR) è una sitcom musicale ambientata a Los Angeles, che ruota attorno all'omonima band creata da Nickelodeon. La serie è diventata rapidamente la seconda sitcom più popolare dell'emittente, subito dopo iCarly, raggiungendo questo traguardo in meno di un mese dalla sua messa in onda.
Lo show è stato creato dallo showrunner e produttore esecutivo Scott Fellows, già noto per la sitcom Ned - Scuola di sopravvivenza. La programmazione include musica originale realizzata per la band grazie a un accordo tra Nickelodeon e Sony Music. Big Time Rush rappresenta la seconda serie di Nickelodeon con una boy band, dopo The Naked Brothers Band.
La serie ha debuttato con un episodio pilota di 45 minuti, intitolato Big Time Audition, il 28 novembre 2009. A questo sono seguiti episodi regolari della durata di 22 minuti a partire dal 18 gennaio 2010. In collaborazione con Nickelodeon, la Vision Visual Effects ha creato una collezione di DVD che raccoglie tutte le puntate delle quattro stagioni di Big Time Rush.
In Italia, il pilot della serie, composto da due episodi, è stato trasmesso in anteprima il 28 maggio 2010 su Nickelodeon. Gli altri 18 episodi della prima stagione sono stati trasmessi successivamente, dal 15 al 27 maggio 2014. Le altre tre stagioni sono andate in onda in prima visione assoluta su Nickelodeon dal 29 aprile 2011 al 19 ottobre 2013. La serie è stata trasmessa in chiaro su Rai Gulp a partire dal 2014 e replicata da Super! dal 2017. Inoltre, VH1 ha trasmesso la seconda e la quarta stagione in versione restaurata dal 19 giugno al 27 ottobre 2023.

## Trama

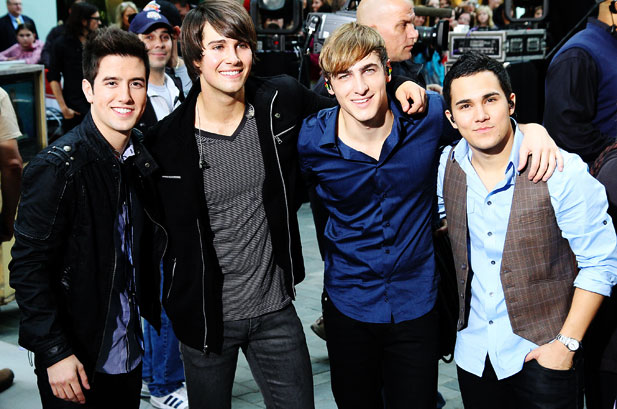
I Big Time Rush

Kendall Knight, Logan Mitchell, Carlos Garcia e James Diamond sono quattro ragazzi di Duluth, Minnesota, amici da sempre e compagni nella squadra di hockey della scuola. Un giorno, Kendall riesce a contattare il famoso produttore discografico Gustavo Rocque, una delle personalità musicali più influenti di Hollywood, che è alla ricerca del prossimo talento da lanciare a livello mondiale. Poiché il sogno di James è diventare un cantante famoso, i quattro amici si recano alle audizioni tenute negli studi della loro città e partecipano tutti alla selezione. Tuttavia, a causa delle scarse performance di Logan e Carlos e dell'antipatia che Gustavo nutre nei confronti di James, inizialmente solo Kendall sembra essere il candidato principale per diventare una rockstar, sebbene controvoglia. Contrario all'idea di separarsi dai suoi amici, Kendall stringe un accordo con Gustavo, convincendolo a scritturare anche gli altri ragazzi per la sua etichetta discografica. Così, i quattro formano una boy band chiamata Big Time Rush.
Il gruppo si trasferisce a Los Angeles, California, insieme alla madre e alla sorellina di Kendall, Katie, per soggiornare all'hotel Palm Woods e frequentare una scuola speciale dedicata agli artisti. Qui, i ragazzi stringono subito amicizia con Camille e Jo, due attrici residenti al Palm Woods.
Nel corso della serie, i quattro amici raggiungono il successo nel panorama musicale mondiale, si trovano coinvolti in numerosi guai e devono affrontare ripetuti conflitti, in particolare con Gustavo, la sua assistente Kelly Wainwright e il signor Bitters, l'esuberante direttore dell'hotel che minaccia costantemente di sfrattarli per violazione delle numerose regole dell'albergo.

## Episodi
| Stagione         | Episodi | Prima TV originale | Prima TV Italia |
| ---------------- | ------- | ------------------ | --------------- |
| Prima stagione   | 20      | 2009-2010          | 2010-2014       |
| Seconda stagione | 29      | 2010-2012          | 2011-2012       |
| Terza stagione   | 12      | 2012               | 2012-2013       |
| Quarta stagione  | 13      | 2013               | 2013            |

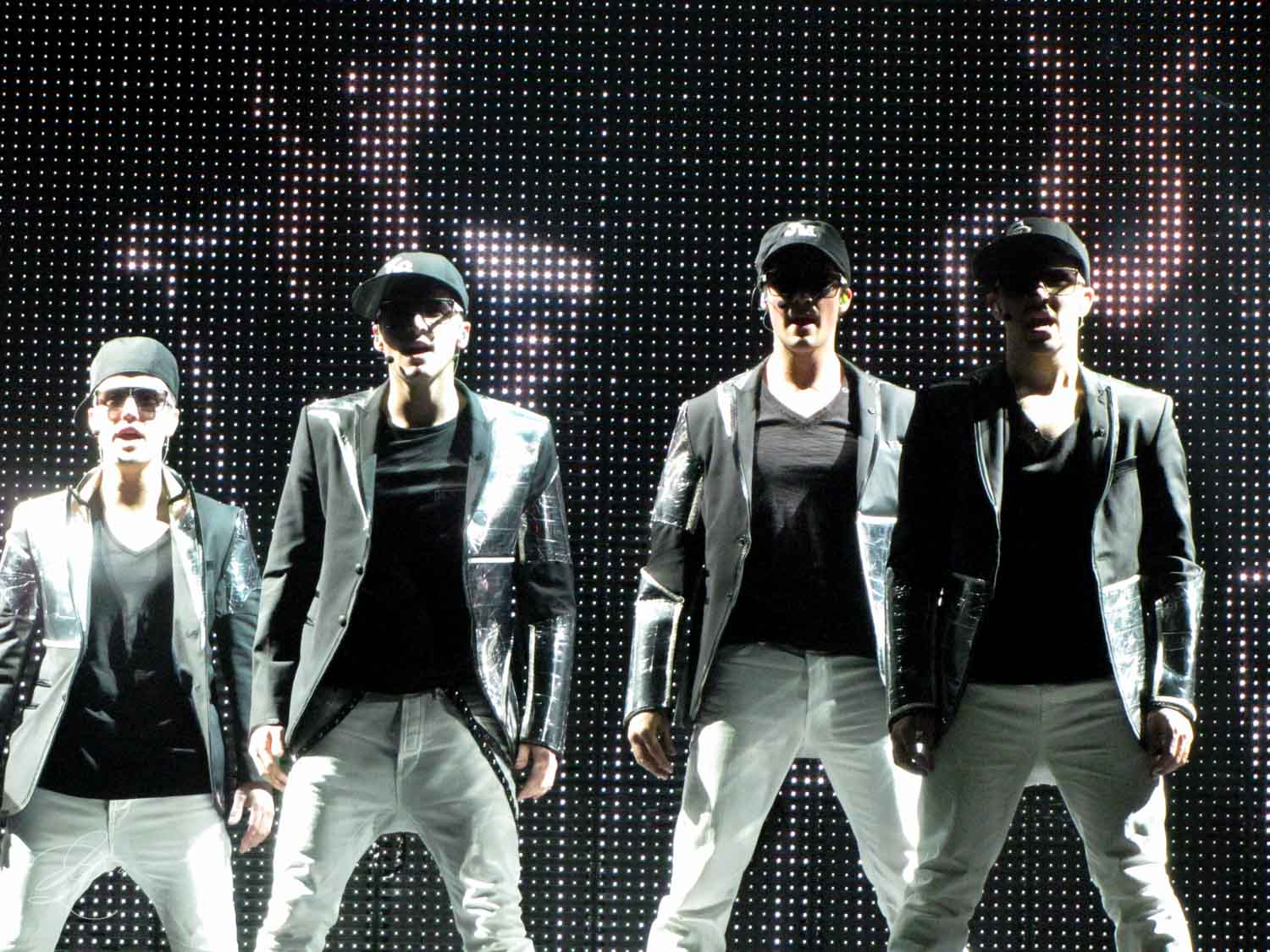
I Big Time Rush in concerto

Nota: in Italia la prima stagione è andata in onda dopo le altre, tranne l'episodio pilota.

## Personaggi e interpreti

### Personaggi principali
Kendall Knight, interpretato da Kendall Schmidt, doppiato da Flavio Aquilone.
Kendall è il "leader proclamato" del gruppo Big Time Rush e il preferito di Gustavo Rocque, che lo considera un ragazzo normale, comprensivo e intelligente. È alto, biondo e attraente, ma ha un difetto: ama contraddire Gustavo. Inizialmente, Gustavo sceglie Kendall come nuovo talento da lanciare, ma è proprio Kendall a convincerlo a formare una boy band con i suoi migliori amici. Nell'episodio Big Time Bad Boy (1x05), Kendall avrebbe dovuto interpretare il "cattivo ragazzo" della band, ma rifiuta di aderire a uno stereotipo che non si addice a nessuno dei membri. In Big Time Fever (1x17), è l'unico della band a non contrarre la "febbre di Hollywood", che si rivela essere una forma di nostalgia per casa; in questo modo, ricorda agli altri membri che la cosa più importante è la loro amicizia e che nulla e nessuno può separarli. Nell'episodio Big Time Concert (1x19-20), viene descritto come "Il Pacchetto Completo": un ragazzo deciso e difficile da controllare. Kendall è innamorato di Jo, un'aspirante attrice, e si fidanzerà con lei nonostante alcune differenze di gusti (ad esempio, Jo odia l'hockey). Successivamente, Jo partirà per la Nuova Zelanda per lavoro nell'episodio Big Time Break Up (2x19). Nell'episodio Big Time Decision (3x07), Jo torna a Los Angeles e vede Kendall baciarsi con Lucy, una nuova ragazza del resort. A questo punto, Kendall si trova a dover scegliere tra le due ragazze, optando infine per Jo. Se la carriera musicale dovesse andare male, Kendall desidera ricevere una borsa di studio per una scuola di hockey professionale.
James Diamond, interpretato da James Maslow e doppiato da Alessio De Filippis. 
James è il membro più carino e vanitoso del gruppo Big Time Rush. Inizialmente, non sopporta l'idea che Gustavo abbia scelto Kendall come nuovo talento al posto suo; infatti, nell'episodio Big Time Audition, prova risentimento nei confronti del suo amico. Tuttavia, i due fanno pace quando James scopre il piano di Kendall di formare una band. James è apparentemente ossessionato dai suoi capelli e porta sempre con sé un pettine fortunato nella giacca, oltre a foto personali nel caso incontri qualche produttore. Un'altra delle sue ossessioni è quella per le bandane; infatti, suggerisce frequentemente di indossarle, come si vede in Big Time Crib. A causa di questa fissazione, ha un alter ego chiamato "Bandana Man". Secondo Carlos, il suo migliore amico, nell'episodio Big Time Love Song (1x06), James ha la tendenza a conquistare ragazze poco intelligenti e si definisce "quello carino e idiota". James è un rubacuori: nell'episodio Big Time Dance (1x15), chiede accidentalmente a molte ragazze del Palm Woods di accompagnarlo al ballo della scuola mentre cerca di aiutare Logan a chiedere a Camille di andare con lui, e tutte le ragazze accettano. Detesta quando le ragazze mostrano interesse per Kendall, Logan o Carlos invece che per lui. Ad esempio, nell'episodio Big Time Demos (1x10), si arrabbia quando la viziata ma affascinante figlia di Griffin, Mercedes, sceglie gli altri membri della band come suoi fidanzati senza mai scegliere lui. Tuttavia, si sente meglio quando lei ammette che non si fidanza mai con chi è più bello di lei. Gustavo lo odia particolarmente perché gli ricorda Matthew McConaughey, la sua nemesi. Alla fine della serie, James si innamora di Lucy e i due iniziano a frequentarsi.
Carlos Garcia, interpretato da Carlos Pena Jr. e doppiato in italiano da Gabriele Patriarca.
Carlos è il membro più giovane e affettuoso della band, noto per la sua natura amichevole e la sua ingenuità, che spesso lo porta a trovarsi in situazioni problematiche. Indossa sempre il suo elmetto da hockey, anche quando non è necessario. È descritto come un ragazzo infantile, energico e spericolato, molto leale verso i suoi amici. Ha una particolare passione per i corn dog e crede nei fantasmi e nel paranormale; è superstizioso e pensa che camminare sotto le scale o rompere specchi porti sfortuna. Carlos ha ammesso di non aver mai avuto una "vera fidanzata", sebbene in Big Time Demos sia stato costretto da Mercedes Griffin a essere il suo ragazzo. Quando gli altri membri della band iniziano a litigare, lui propone di pensare a "pensieri felici sui gattini". In alcune occasioni, come in Big Time Photo Shoot, ingaggia piccole lotte scherzose con Logan. È innamorato delle ragazze di nome Jennifer e, in Big Time Dance, invita ciascuna di loro al ballo, ma alla fine ci va con Stephanie King, il "fantasma" dell'episodio Big Time Terror (1x14). Nell'episodio Big Time Girlfriends (2x03), Gustavo scrive una canzone sulla fine di una relazione d'amore, ma Carlos non riesce a interpretarla correttamente perché non ha mai sofferto per amore. Per questo motivo, il produttore decide di ingaggiare una ragazza che finga di innamorarsi di lui per poi lasciarlo, così da aiutarlo a cantare meglio la canzone. Tuttavia, Kelly lo convince a dire la verità alla ragazza, e Carlos si sente costretto a lasciarla; tuttavia, lei si affeziona a lui per la sua dolcezza e decidono di rimanere insieme. Alla fine si separano quando Carlos scopre che lei odia i corn dog. Nonostante le sue relazioni siano brevi e poco serie, alla fine della serie si fidanzerà con Alexa Vega. Carlos sogna spesso di diventare un supereroe chiamato Meteorman. Suo padre, interpretato da Erik Estrada, è un poliziotto, richiamando il personaggio che l'attore interpretava nella serie degli anni '80 CHiPs. Il suo migliore amico è James, e in un episodio fa parte del gruppo delle Jennifer.
Logan Mitchell, interpretato da Logan Henderson, doppiato da Daniele Raffaeli.
Logan è il secondo più giovane, sensibile e serio del gruppo. Il suo vero nome è Hortance, ma si fa chiamare Logan da quando la madre di James gli ha detto che il suo nome originale era brutto e che doveva cambiarlo, come mostrato nell'episodio Big Time Moms (2x18). Nonostante ciò, non gli dispiace il nuovo nome, che considera portatore di fortuna. Logan è l'intelligente della band, soprannominato "Big Time Cervellone", come viene detto nell'episodio Big Time Sparks (1x16). Tuttavia, tende a entrare in panico quando si trova sotto pressione. Quando i suoi amici propongono attività discutibili, lui spesso afferma: "Devo trovarmi dei nuovi amici", come si può vedere fin dall'episodio pilota, anche se alla fine partecipa sempre ai loro piani. È fidanzato con Camille, un'attrice che vive al Palm Woods. Inizialmente non era chiaro se Logan fosse consapevole della profonda attrazione che Camille provava per lui. Quando lei lo bacia, fingendo che fosse per un'audizione per One Tree Hill, lui ammette di essere stato piacevolmente sorpreso. Logan ricambia i sentimenti di Camille; infatti, quando si avvicina il ballo di fine anno, la sua prima scelta come accompagnatrice è proprio lei. La loro relazione ha una lunga storia, ma termina a causa di un bacio tra Camille e James. Nonostante ciò, entrambi continuano a provare affetto l'uno per l'altra. Logan decide quindi di invitarla a un appuntamento a quattro con una ragazza che gli assomiglia, suscitando la gelosia di Camille. Alla fine, Camille lo bacia appassionatamente ammettendo che "gli opposti si attraggono". Il suo punto debole è l'indecisione e, secondo Gustavo, non ha molto stile. Durante il suo periodo in Minnesota, si legava facilmente con i ragazzi poiché si offriva di fare i compiti per tutti. Il suo sogno nel cassetto è diventare medico; tuttavia, quando in un episodio deve scegliere tra la carriera musicale e quella medica, decide di rimanere con la band. Logan Henderson è interpretato da Logan Phillip Henderson, nato il 14 settembre 1989. È anche un membro della band Big Time Rush, che ha pubblicato diversi album e ha avuto successo grazie alla serie omonima trasmessa su Nickelodeon dal 2009 al 2013.
Katie Knight, interpretata da Ciara Bravo e doppiata in italiano da Sara Labidi. 
Katie è la sorellina precoce di Kendall. È caratterizzata da una personalità prepotente e astuta, ma sa anche mostrarsi delicata e sensibile. Katie è spesso un supporto fondamentale per suo fratello e gli altri membri della band quando si trovano in difficoltà. Ad esempio, nell'episodio Big Time Break (1x09), quando Kendall è l'unico della band a voler conquistare il cuore di una ragazza di nome Jo, Katie scopre che Jo mente riguardo a un presunto fidanzato, grazie a una telefonata tra Jo e sua madre. Rivela questa informazione a Kendall, aiutandolo così a ottenere un appuntamento con Jo.Katie dimostra di avere più astuzia rispetto a sua madre, che è ritratta come ingenua nei confronti delle dinamiche di Hollywood. Inoltre, si rivela più furba e intelligente degli altri ragazzi del Palm Woods, compresi Gustavo, Kelly e Griffin. La sua capacità di destreggiarsi nelle situazioni complesse la rende un personaggio chiave nella serie.
Gustavo Rocque, interpretato da Stephen Kramer Glickman, doppiato da Roberto Stocchi.
Gustavo Rocque è un produttore discografico di fama mondiale, noto per essere apparso più volte sulla copertina di Rolling Stone. Incontra i ragazzi in Minnesota e offre a Kendall la possibilità di trasferirsi a Los Angeles per diventare un cantante, ma Kendall lo convince a portare con sé anche gli altri membri della band. In passato, Gustavo era molto famoso grazie alle boy band che ha lanciato negli anni '90, ma non ha composto una canzone di successo in nove anni e considera i ragazzi la sua occasione per tornare al top. Nell'episodio Big Time Crib, afferma che "tutti i talenti sono cani" e si riferisce a loro come "cani" o "cani scimmia". Usa queste espressioni perché, proprio come i cani, desidera addestrarli per farli diventare sempre più bravi. È convinto che solo lui possa trasformarli in vere rockstar. Nonostante i frequenti contrasti dovuti al suo atteggiamento brusco, i ragazzi alla fine comprendono che Gustavo è la persona migliore per guidarli nella loro formazione musicale e tornano a lavorare con lui. D'altra parte, Gustavo spesso afferma di non sopportarli, ma la verità è che si preoccupa profondamente per loro, come dimostrato nell'episodio Big Time Rescue (3x11), anche se fatica ad ammetterlo. Sebbene a volte desideri lavorare con ragazzi più responsabili, si rende conto che i quattro formano una perfetta boy band.Gustavo sembra avere problemi di controllo della rabbia e la sua pressione sanguigna tende ad aumentare notevolmente. Un esempio di questo comportamento si verifica nell'episodio Big Time Audition, quando rompe una tazza di tè in mille pezzi e distrugge vari oggetti dopo che Kendall rifiuta la sua prima offerta.
Kelly Wainwright, interpretata da Tanya Chisholm, doppiata da Rachele Paolelli.
Kelly è l'assistente di Gustavo Rocque. La sua personalità è molto più morbida rispetto a quella del suo capo: è onesta, gentile, dolce ed efficiente. Spesso funge da mediatrice tra Gustavo e i Big Time Rush, mantenendo sotto controllo la rabbia del produttore e convincendo i ragazzi a seguire le direttive necessarie, evitando così conflitti. Tuttavia, come affermato da Gustavo e dagli altri, Kelly è una pessima attrice e ha difficoltà a mentire. Per questo motivo, è stata esclusa dal piano per sbarazzarsi di Wayne Wayne nell'episodio Big Time Bad (1x05), al fine di garantire il successo della band. Di solito, si trova sempre al fianco di Gustavo e sembra conoscerlo meglio di chiunque altro.

### Personaggi secondari
Camille Roberts, interpretata da Erin Sanders, doppiata da Francesca Manicone.
Camile è un'aspirante attrice e amica dei ragazzi, in particolare di Jo. È innamorata di Logan, che ricambia i suoi sentimenti e che lei descrive come molto "focoso" fin dal primo episodio. La loro relazione avrà alti e bassi, culminando in una crisi a causa di un bacio tra Camille e James. Dopo questo episodio, Camille inizia a frequentare un ragazzo di nome Steve e sembra esserne innamorata, ma continua a baciarsi con Logan per vari motivi. Ad esempio, nell'episodio Big Time Reality (2x15), lo bacia mentre è costretta a partecipare a un reality show, oppure quando si traveste da Mila Stark o finge di provare per un'audizione. Nonostante le sue relazioni con altri ragazzi, il suo amore per Logan persiste e alla fine tornano insieme. Ogni volta che Camille prova una parte, tende a schiaffeggiare i ragazzi per spronarli. Inizialmente la sua vittima è Kendall, ma poi diventa Logan. È una brava attrice, ma a volte viene scartata perché si immerge troppo nel personaggio. Questo la porta a comportamenti estremi, come picchiare il regista di un film sui lottatori o portare esplosivo per il provino delle "Streghe di Broadway". Inoltre, quando si cala nei panni di Mila Stark, una ladra, ruba i soldi del direttore del Palm Woods; tuttavia, Logan la aiuta a uscire da questa situazione. Ogni volta che incontra Logan, gli salta addosso riempiendolo di baci su tutta la faccia, dimostrando così il suo affetto in modo esuberante. La loro dinamica è caratterizzata da momenti di passione e conflitto, rendendo la loro storia d'amore avvincente e complessa
Jo Taylor, interpretata da Katelyn Tarver, doppiata da Joy Saltarelli.
Jo è un'aspirante attrice e amica dei ragazzi, in particolare di Kendall. Bionda e carina, inizialmente fa credere a Kendall di avere già un fidanzato, ma viene scoperta da Katie, offrendo così a Kendall l'opportunità di diventare il suo ragazzo. Iniziano a uscire nell'episodio Big Time Break. Nell'episodio Welcome Back, Big Time Rush (2x01), la coppia si trova quasi a separarsi, ma si riconciliano quando Jo si presenta al concerto dei ragazzi con un cartello che recita "Ti amo Kendall". Verso la fine della seconda stagione, Jo parte per la Nuova Zelanda per girare un film, lasciando Kendall per tre anni. Tuttavia, torna a causa di un incendio nello studio in Nuova Zelanda. Proprio mentre sta per tornare al Palm Woods, vede Kendall baciarsi con Lucy in ascensore. Nonostante ciò, Kendall realizza che il suo vero amore è Jo e i due tornano presto insieme. La migliore amica di Jo è Camille, e le due ragazze si vedono spesso insieme. La loro amicizia è un elemento ricorrente nella serie, contribuendo a sviluppare ulteriormente le dinamiche tra i personaggi.
Lucille "Lucy" Stone, interpretata da Malese Jow, doppiata da Gemma Donati.
Lucy è una ragazza diciottenne arrivata a Los Angeles per intraprendere la carriera di musicista rock. Con le sue extension rosse, si distingue per il suo stile unico. Subito, tutti e quattro i ragazzi della band si mostrano interessati a lei. Inizialmente, Lucy sviluppa un feeling con Kendall, provando chiaramente dei sentimenti per lui, ma alla fine realizza di amare James. All'inizio, Lucy afferma che i Big Time Rush non sono rock, ma Kendall le dimostra il contrario creando insieme agli altri la canzone "Paralyzed". Il titolo è un'idea di Katie, che ispira Kendall. I genitori di Lucy credono che lei sia una musicista classica e rimangono delusi quando scoprono la verità su di lei nell'episodio Big Time Double Date (3x04). Tuttavia, alla fine accettano la sua scelta e riescono ad apprezzare il rock. Nell'episodio Big Time Surprise, Lucy bacia Kendall in ascensore proprio davanti a Jo, che era appena tornata. Quando Kendall si rende conto di amare Jo e decide di tornare con lei, Lucy capisce di essere innamorata di James. Infatti, nell'ultimo episodio si baciano e si fidanzano. Lucy è amata da tutti per la sua bellezza e ne è consapevole. Inizialmente è molto amica di Camille, ma col tempo sviluppa anche un legame con Jo. La sua personalità vivace e il suo talento musicale la rendono un personaggio chiave nella serie.
Jennifer Knight, interpretata da Challen Cates, doppiata da Alessandra Grado.
Jennifer è la madre di Kendall e Katie; è una figura affettuosa e determinata. Ha una cotta per Fabio, un attore e proprietario di un'azienda di giacche-grill. Nell'episodio Big Time Moms (2x18), si scopre che la sua specialità è sfondare le porte. In questa stessa puntata, le quattro mamme dei ragazzi si accordano per mandare solo lei a Los Angeles con l'obiettivo di far diventare famosi i loro figli. È una madre amorevole che non si arrende facilmente e desidera il meglio per i suoi bambini. Nella puntata Big Time Bad Boy, scambia Buddah Bob per un folle armato di motosega, solo per rendersi conto in seguito che si tratta di un giardiniere. Nell'episodio Big Time Wedding (2x22), sposa Buddah Bob per impedirgli di essere rimpatriato in Canada.
Alexa Vega, interpretata da Alexa Vega e doppiata da Giulia Franceschetti. 
Alexa è una ragazza molto amichevole e affascinante, con i capelli biondi. È innamorata di Carlos e ha un passato da "ragazza spia", richiamando il personaggio che ha interpretato nella serie Spy Kids. Inizialmente, questa sua caratteristica non piace molto a Carlos, ma alla fine comprende che avere una ragazza spia è fantastico. Alla fine, i due si fidanzano.
Reginald Bitters, interpretato da David Anthony Higgins, doppiato da Daniele Valenti e Gianluca Machelli.
Bitters è il direttore del Palm Woods è un personaggio ossessionato dalle regole del suo hotel. Cresciuto in una fattoria dell'Iowa, possiede un sensore che gli consente di intercettare le mucche, come dimostrato nell'episodio Green Time Rush (2x17). Indossa anche un costume da Ghostbuster per fermare le feste. Sua madre crede erroneamente che lui sia un veterinario e che abbia una moglie e un figlio, interpretati rispettivamente da Buddha Bob e Katie nell'episodio Big Time Moms. Alla fine, il direttore si rende conto della finzione, ma giustifica la situazione sostenendo che i tre siano agenti della CIA e che rivelare la verità avrebbe potuto coinvolgerla. In realtà, non è diventato veterinario perché ha speso i soldi del college per finanziare la carriera da attrice della sua ex ragazza, che lo ha poi lasciato. È descritto come una persona noiosa e antisociale, priva di affetto per le cose e le persone, come evidenziato nella puntata speciale di Natale. Tuttavia, grazie all'intervento di Katie, riesce a diventare più affabile e socievole durante una cena di Natale con i membri dei BTR, la madre di Katie e Kendall, Gustavo e Kelly.
Le Jennifer, interpretate da Kelli Goss, Spencer Locke, Denyse Tontz e Savannah Jayde.
Le Jennifer sono tre ragazze con lo stesso nome che cantano, ballano e recitano. Sebbene siano vanitose e un po' antipatiche, sono anche molto affascinanti, come si può vedere nell'episodio Welcome Back, Big Time Rush. Hanno una camminata al rallentatore che attira l'attenzione su di loro quando entrano in piscina o nell'atrio dell'hotel. Carlos cerca costantemente di uscire con loro, ma fino a quando non diventa famoso, non mostrano interesse. In un episodio si scopre che una delle Jennifer si chiama in realtà Denise. Durante un ballo, emerge che una delle Jennifer è l'opposto delle altre due: accetta di ballare con Carlos, ma lo lascia perché non apprezza il suo carattere; di conseguenza, tutte e tre lo picchiano per averla fatta soffrire. Carlos riesce comunque a ottenere un appuntamento con un'altra Jennifer, quella riccia; grazie all'aiuto di Katie e James, tutto andrà per il meglio.
Buddah Bob, interpretato da Daran Norris e doppiato da Alessandro Ballico.
Bob è il giardiniere del Palm Woods e un amico dei ragazzi. Inizialmente, la signora Knight lo considera un pazzo con la motosega, come si vede nell'episodio Big Time Bad Boy, ma successivamente si rende conto che è una persona di buon cuore, anche se a volte un po' stravagante. Nell'episodio Big Time Wedding, la signora Knight decide di sposarlo per impedirne il ritorno in Canada.
Arthur Griffin, interpretato da Matt Riedy.
Griffin è il capo di Gustavo e della Rocque Records. Apparentemente normale, si rivela essere piuttosto strano e ha una particolare predilezione per i pantaloni caldi. Spesso annulla all'ultimo momento concerti o progetti dei Big Time Rush, costringendoli a trovarsi in situazioni pericolose e imbarazzanti. Tuttavia, si pente delle sue azioni e consente ai ragazzi di continuare le loro esperienze. Pretende sempre il massimo da Gustavo e dai BTR, minacciando di licenziarli se non soddisfano le sue aspettative.
Mercedes Griffin, interpretata da Carlie Casey.
Mercedes è la figlia di Arthur Griffin. Viziata ma molto bella, è una grande fan dei Big Time Rush. Nell'episodio Big Time Demos, si finge giudice per valutare i demo della band; in realtà, il giudice è una scimmia. Alla fine dell'episodio, riesce a convincere suo padre ad accettare i Big Time Rush e a licenziare la scimmia, ottenendo così il suo posto. Chiede a Kendall, Carlos e Logan di essere i suoi fidanzati, escludendo James, il che provoca la sua irritazione; tuttavia, rivela che non esce mai con chi è più carino di lei.
Obdul, interpretato da Obdul Reid.
Obdul è l'assistente personale di Griffin. Parla solo in un episodio, Green Time Rush, ma la sua presenza contribuisce a evidenziare le dinamiche eccentriche all'interno della Rocque Records.
Treno Merci, interpretato da Stephen Keys.
Treno Merci è una guardia del corpo con il compito di intervenire per fermare i ragazzi durante le risse o quando si rifiutano di seguire le istruzioni di Gustavo. La sua figura è fondamentale per mantenere l'ordine e la disciplina nel tumultuoso ambiente della Rocque Records.
Jett Stetson, interpretato da David Cade.
Jett è un aspirante attore che recita in un film insieme a Jo, sviluppando una cotta per lei non corrisposta. La sua presenza provoca gelosia in Kendall, soprattutto quando Jett e Jo devono baciarsi per una scena. Per complicare ulteriormente le cose, Jett e Kendall si ritrovano a collaborare su un progetto scolastico all'interno dell'episodio Green Time Rush, creando tensioni e conflitti tra i personaggi.
George Hawk, interpretato da Phil LaMarr e doppiato da Alberto Angrisano.
Hawk è il nemico giurato di Gustavo, un produttore discografico noto per i suoi piani malvagi volti a sabotare la Rocque Records. Si considera un supereroe malvagio e il suo nome trae ispirazione dal falco, simbolo della sua etichetta discografica. La rivalità tra lui e Gustavo aggiunge un elemento di antagonismo alla trama, rendendo la storia più avvincente.
Marcos Del Posey, interpretato da Carlos Alazraqui.
Marcos è un fotografo di celebrità con gusti eccentrici che non sempre piacciono ai ragazzi. Per questo motivo, decidono di scattare autonomamente una foto da inviare alla rivista Pop Tiger. Marcos sogna di dirigere un video musicale; nonostante le riserve di Gustavo, i ragazzi gli concedono l'opportunità di dirigere il video della loro canzone "City is Ours", portando a situazioni divertenti e inaspettate.
Mister X, interpretato da Fred Tallaksen.
Mister X è il coreografo delle star e quindi dei ragazzi. È una persona stravagante, appare sempre dal nulla e interviene subito quando viene chiamato da Gustavo.
Jenny Tinkler, interpretato da Sammy Jay Wren.
Jenny è un'amica dei ragazzi del Minnesota. In Big Time Fans, quando si reca al Palm Woods, ricorda ai ragazzi che, quando era in Minnesota, Carlos le promise di aiutarla a diventare una popstar, nonostante le sue doti canore non fossero all'altezza. Con il tempo, grazie alle lezioni di canto, migliora notevolmente. Pur essendo una persona molto maldestra, viene scelta da una band hard rock.
Signora Majacosky, interpretata da Anne Johnson.
La signora Majacosky è una signora anziana che in Big Time Audition; aiuta i ragazzi per l'audizione di James e appare anche in Big Time Concert.
Il Chitarrista/Guitar Dude, interpretato da Barnett O'Hara.
Dude era un promettente violoncellista giunto a Los Angeles per affermarsi nella musica classica, ma, contagiato dalla febbre di Hollywood, si trasforma in un chitarrista hippie in armonia con il mondo. Nell'episodio Big Time Fever, "contagia" Logan, trasformandolo in un suonatore di bonghi.
Tyler Duncan, interpretato da Tucker Albrizzi.
Tyler è un ragazzino con i capelli rossi obbligato dalla madre a fare pubblicitari.
Stephanie King, interpretata da Tristin Mays.
Stephanie è un'amica dei ragazzi e spera di diventare un'attrice; nella puntata Big Time Terror, si finge il fantasma del Palm Woods. Ha una breve storia con Carlos.
Signora Collins, interpretata da Tara Strong.
La signora Collins è l'insegnante della scuola del Palm Woods.
Fulmine il cane
Fulmine è il cane prodigio della tv, attore di spot pubblicitari di cibo e prodotti per cani, amico dei ragazzi e soprattutto di Carlos, al contrario di Logan, con il quale non ha un bel rapporto.
Dr. Hollywood, interpretato da Lorenzo Lamas.
Il Dr. Hollywood è il medico del Palm Woods, anche se non ne capisce proprio niente di medicina.
Ted Garcia, interpretato da Ted Garcia.
Ted è un giornalista che appare in diversi episodi della serie.

## Guest Star
- Fabio Lanzoni: sé stesso
- Erik Estrada: Ufficiale Garcia, padre di Carlos
- Lisa Rinna: Brooke Diamond, madre di James
- Jill-Michele Meleán: Sylvia Garcia, madre di Carlos
- Holly Wortell: Joanna Mitchell, madre di Logan
- Lita Ford: sé stessa
- JC Gonzalez: sé stesso
- Dee Bradley Baker: Sig. Smitty
- Matthew Moy: Deue
- Sammy Jay Wren: Jenny Tinkler
- Curt Hansen: Dak Zevon
- Russell Brand: sé stesso
- Nicole Scherzinger: sé stessa
- Cher Lloyd: sé stessa
- Jordin Sparks: sé stessa
- Snoop Dogg: sé stesso
- Miranda Cosgrove: se stessa
- Victoria Justice: sé stessa
- Elizabeth Gillies: Heather Fox
- Alexa Vega: sé stessa
- Austin Mahone: sé stesso

## Location

### Palm Woods
Il Palm Woods Hotel è l'albergo immaginario dove vivono i Big Time Rush, Katie e la signora Knight a Hollywood. Rappresenta il set principale della serie, con la maggior parte delle scene che si svolgono nella hall, nel parco, nella piscina, negli appartamenti e persino nei condotti dell'aria. È comunemente descritto come la casa dei "futuri famosi", poiché i suoi residenti sono per lo più aspiranti attori, cantanti, modelli e artisti. L'hotel è gestito dal severo e rigoroso direttore Reginald Bitters.

### Il 2J
Il 2J è l'appartamento dei Big Time Rush all'interno del Palm Woods Hotel. Ha assunto la sua forma attuale nell'episodio Big Time Crib, caratterizzato da uno scivolo al posto delle scale, strumenti elettronici e giochi arcade. Si narra che in passato Lindsay Lohan, Shia LaBeouf e Kanye West abbiano vissuto in questo appartamento. Altri appartamenti noti del Palm Woods includono quelli di Camille (4J), Jo (3I) e Lucy (2I).

### Rocque Records
La Rocque Records è l'etichetta discografica di Gustavo Rocque ed è di proprietà della "RCMCBT Global Net Sanyoid Corporation", l'azienda guidata da Griffin. Rappresenta il secondo set più utilizzato dai Big Time Rush. I luoghi ricorrenti della Rocque Records includono l'ufficio di Gustavo e gli studi di registrazione, dove vengono incise le canzoni, preparate le coreografie e scritte le nuove musiche. Celebrità come Jordin Sparks e Nicole Scherzinger hanno collaborato con la Rocque Records. L'etichetta è in competizione con Hawk Records, gestita dal nemico di Gustavo, George Hawk. La Rocque Records è una parodia delle note etichette discografiche Interscope Records e Jive Records.

## Nome della serie nel mondo
Big Time Rush è il titolo originale della serie che viene usato in quasi tutto il mondo. In Bulgaria invece s'intitola Шеметен бяг, in Israele ביג טיים ראש, in Georgia წინ წარმატებისკენ, in Corea 빅 타임 러쉬, in Russia Вперёд — к успеху, nello Sri Lanka பிக் டைம் ரஷ், mentre in Albania Banda Muzikore.

## Curiosità
- Nell'episodio Grosso guaio a Bel Air (3x03), i ragazzi interpretano una parodia della sigla della serie TV Willy, il principe di Bel-Air. Nella stessa puntata compare anche Alfonso Ribeiro, co-protagonista della serie Willy, il principe di Bel-Air nel ruolo di Carlton.
- In inglese i titoli di tutti gli episodi cominciano con "Big Time...", eccetto l'episodio 8 della stagione 2, chiamato Green Time Rush.